# ONE NIGHT HEAVEN
『ONE NIGHT HEAVEN』（ワン・ナイト・ヘヴン）は、1992年6月21日にアポロン / Dreamixから発売されたKIX-S3枚目のアルバム。

## 内容
「また逢える…」は後にシングルカットされた。このユニットがブレイクするようになったのはこの時からである。

## 批評
CDジャーナルは、「バックは打ち込みビシビシ、加えて適度に泥臭い。」と批評した。

## 収録曲
| 全作詞: 浜口司、全作曲: 安宅美春。 |                            |           |            |            |      |
| #                                  | タイトル                   | 作詞      | 作曲・編曲 | 編曲       | 時間 |
| 1.                                 | 「ONE NIGHT HEAVEN」       | 浜口司    | 安宅美春   | 葉山たけし | 4:27 |
| 2.                                 | 「“愛してる”がわからない」 | 浜口司    | 安宅美春   | 明石昌夫   | 4:30 |
| 3.                                 | 「GOOD LUCK YOUR LOVE」    | 浜口司    | 安宅美春   | 明石昌夫   | 4:24 |
| 4.                                 | 「また逢える…」            | 浜口司    | 安宅美春   | 葉山たけし | 6:43 |
| 5.                                 | 「TOO LATE」               | 浜口司    | 安宅美春   | 明石昌夫   | 5:20 |
| 6.                                 | 「世界が終わる日」         | 浜口司    | 安宅美春   | 葉山たけし | 5:12 |
| 7.                                 | 「LOVE TRAIN」             | 浜口司    | 安宅美春   | 明石昌夫   | 5:23 |
| 合計時間:                          | 合計時間:                  | 合計時間: | 35:59      |            |      |

## タイアップ
| # | 曲名                 | タイアップ                                       | 出典  |
| - | -------------------- | ------------------------------------------------ | ----- |
| 1 | 「ONE NIGHT HEAVEN」 | TBS『東京知恵熱ムスメ』エンディングテーマ        |       |
| 4 | 「また逢える…」      | フジテレビ系ドラマ『君のためにできること』主題歌 | [ 3 ] |

## 参加ミュージシャン
- 大黒摩季 - コーラス
- 小野塚晃(DIMENSION) - キーボード
- 明石昌夫 - キーボード
- 葉山たけし - キーボード